# مؤسسة فوجي
مؤسسة فوجي (بالأردية: فوجى فاؤنڈیشن)، (باللغة العربية: مؤسسة الجندي )، (المعروفة أيضًا باسم مجموعة فوجي) هي مجموعة تكتلات شركات باكستانية تنشط في الأسمدة والأسمنت والغذاء وتوليد الطاقة والتنقيب عن الغاز وتسويق وتوزيع غاز البترول المسال والخدمات المالية والخدمات الأمنية . كلمة "فوجى" هي كلمة أردية تعني باللغة العربية "جندي" وتم إنشاء هذه المؤسسة و شركاتها التابعة لتوفير فرص عمل للأفراد العسكريين السابقين الباكستانيين وتوليد الأموال لرعاية الأرامل وأسر الباكستانيين والشهداء.

## الكيانات القابضة التابعة

### مملوكة بالكامل
- حبوب فوجي [4]
- غاز الأساس
- خدمات التوظيف في الخارج
- مؤسسة فوجي التجريبية ومزرعة إكثار البذور

### الشركات التابعة
- شركة فوجي للأسمدة المحدودة [4]
- فوجي للأسمدة بن قاسم المحدودة (FJFC),[5][6][7]
- شركة فوجي للأسمنت المحدودة [8][9]
- شركة فوجي للأسمدة المحدودة للطاقة المحدودة ( شركة فوجي للطاقة المحدودة) (FPCL).[10]
- شركة فوجي كبيروالي للطاقة المحدودة
- شركة مؤسسة الطاقة الدهاركي المحدودة [11]
- شركة ماري للبترول المحدودة [12]
- معهد فوجي للتكنولوجيا
- فوجي أكبر بورتيا مارين تيرمينال ليمتد [13]
- دار التقاعد فوجي
- شركة فوجي لمحطات النفط والتوزيع المحدودة [14]
- فوسفور باكستان المغرب ، أس أيه، المغرب
- مؤسسة الأوراق المالية (الخاصة) المحدودة [15]
- البنك العسكري المحدود [16]
- فوجي ميت ليمتد [17]
- فوجي فريش آند فريز [18]
- شركة إف إف سي للطاقة المحدودة
- فوجي فودز المحدودة [18][19]
- فوجي للخدمات الأمنية [20]
- مؤسسة طاقة الرياح - I
- مؤسسة الطاقة الشمسية (الخاصة) المحدودة.
- مؤسسة طاقة الرياح - II [4]

## نظام التعليم
- كلية الطب بجامعة فاونديشن ، روالبندي [21]
- الجامعة التأسيسية ، إسلام آباد
- كلية مؤسسة فوجي، روالبندي

## أنظر أيضاً
- قائمة أكبر الشركات في باكستان
- صندوق رعاية الجيش
- مؤسسة بحرية الباكستانية
- مؤسسة شاهين
- هيئة الإسكان الدفاعية